# Highscreen Zeus
Highscreen Zeus — второй коммуникатор, выпущенный российской компанией «Вобис Компьютер» под торговой маркой Highscreen.  Это первый коммуникатор на платформе Android с аппаратной клавиатурой в России.
Zeus — продолжение продуктовой линейки Highscreen, первым аппаратом в которой был Highscreen PP5420.
Производством Highscreen Zeus (также как и Highscreen PP5420) занимается тайваньская компания Foxconn. Телефон Zeus является копией устройств с общей аппаратной платформой в частности следующих моделей: Geeksphone One и Commtiva Z1 (работают под управлением Android), Acer neoTouch P300 и Alcatel OT-S988W (работают под управлением Windows Mobile).

## Технические характеристики
- Операционная система: Android 1.5 (Cupcake)
- Процессор: Qualcomm MSM 7225
- RAM: 256 MB
- ROM: 512 MB
- Габариты: 110 x 55×15.1 мм
- Вес: 123 г
- Bluetooth: 2.1 + EDR
- WiFi: 802.11b/g
- Интерфейс подключения: micro-USB разъем для синхронизации данных, функция зарядки
- Клавиатура: QWERTY/ЙЦУКЕН (40 клавиш)
- Звук: Wolfson DAC/CODEC (ALSA); AAC, AMR, MP3, MIDI, 3.5 мм разъем для гарнитуры
- Дисплей: 3.2" TFT Transmissive LCD; 240 x 400, WQVGA
- Слот расширения: MicroSD (до 32 ГБ)
- Аккумулятор: Li-Ion 1010 мА·ч
- Работа в режиме разговора: До 480 минут для GSM
- Работа в ждущем режиме: До 400 часов для GSM
- Сети: GSM bands: 850/900/1800/1900; W-CDMA band: 2100; GPRS: Class 12; EGPRS/EDGE: Multi-Slot Class 12; UMTS: DL/UL, HSDPA 7.2Mbps, HSUPA 2Mbps
- GPS: GPS/AGPS
- Камера: CMOS 3,1 МП, автофокуc

## Описание
Highscreen Zeus — компактный коммуникатор под управлением Android версии 1.5 (Cupcake). Его размеры составляют 110 мм в высоту, 55 мм в ширину и 15,1 мм в глубину. Масса 123 г. Экран сенсорный, резистивного типа, с диагональю 3,2 дюйма и разрешением 240×400 (WQVGA). Форм-фактор — боковой слайдер с выдвижной QWERTY/ЙЦУКЕН-клавиатурой (40 клавиш). На передней панели расположены 3 клавиши со светодиодной подсветкой: зелёная (приём вызова), белая (домашний экран) и красная (отбой вызова). Также в нижней части экрана (в стандартной прошивке) располагаются ещё 3 программных кнопки: меню, быстрый поиск и возврат. Эти кнопки присутствуют на экране постоянно вне зависимости от запущенного приложения.

## Модифицированные прошивки
Так как Foxconn перестал выпускать новые версии прошивок, российское сообщество владельцев Highscreen Zeus совместно с испанским сообществом владельцев Geeksphone One занялись сборками своих прошивок. Первым появилось модифицированное recovery от русского энтузиаста под ником Vovkab. Потом испанец под ником Rmcc выпустил первую версию своего мода RCMod на базе Android 1.6. Rmcc продвинулся дальше всех со сборками прошивок, он уже выпустил сборки на основе Android версий 2.1 и 2.2.
На данный момент существуют несколько модифицированных прошивок для Highscreen Zeus:
- RCMod 1 (Android 1.6)
- RCMod 2 (Android 2.1)
- RCMod 3 (Android 2.2)
- RCMod 4 (Android 2.3.1)
- Super One Mod (Android 2.3.4)
- Cyanogenmod 7 (Android 2.3.7)